# A-League 2016-17
La Hyundai A-League 2016-17 fue la duodécima edición de la A-League, máxima categoría del fútbol profesional en Australia desde su creación en 2004. La temporada comenzó el 7 de octubre de 2016 con el inicio de la fase regular, la cual concluyó el 16 de abril de 2016. La fase final dio comienzo el 21 de abril y finalizó el día 7 de mayo de 2017, con la disputa de la gran final, que consagró al Sydney FC campeón por tercera vez en su historia.

## Sistema de competencia
En la temporada regular los 10 equipos juegan todos contra todos en 27 jornadas (tres rondas de ida y vuelta). La puntuación se determina por tres puntos por victoria, uno por empate y ninguno por derrota. Al término de las 27 jornadas los 6 mejores equipos en la tabla general avanzan a la fase final del campeonato.
En la fase final por el título, los dos mejores equipos en la temporada regular avanzan directamente a las semifinales. mientras los otros cuatro equipos disputan la primera ronda a partido único, cuyos ganadores avanzan a las semifinales. Los ganadores de las semifinales disputarán el título de la A-League 2016-17 en la Gran Final a partido único en el campo del club con mejor puntuación en la temporada regular.
EL campeón de la A-League y el campeón de la temporada regular (equipo que ocupe la primera posición de la tabla general) obtienen una plaza para la fase de grupos de la Liga de Campeones de la AFC 2018, el segundo lugar de la temporada regular consigue una plaza más pero comenzara en la fase preliminar.

## Equipos participantes
| Club                     | Ciudad     | Estadio                         | Aforo         | Entrenador        |
| ------------------------ | ---------- | ------------------------------- | ------------- | ----------------- |
| Adelaide United          | Adelaide   | Hindmarsh Stadium Adelaide Oval | 17,000 53,500 | Guillermo Amor    |
| Brisbane Roar            | Brisbane   | Suncorp Stadium                 | 52,500        | John Aloisi       |
| Central Coast Mariners   | Gosford    | Central Coast Stadium           | 20,050        | Paul Okon         |
| Melbourne City           | Melbourne  | AAMI Park                       | 30,050        | John van 't Schip |
| Melbourne Victory        | Melbourne  | Etihad Stadium AAMI Park        | 53,359 30,050 | Kevin Muscat      |
| Newcastle United Jets    | Newcastle  | Hunter Stadium                  | 33,000        | Scott Miller      |
| Perth Glory              | Perth      | NIB Stadium                     | 20,500        | Kenny Lowe        |
| Sydney FC                | Sydney     | Allianz Stadium                 | 45,500        | Graham Arnold     |
| Wellington Phoenix       | Wellington | Westpac Stadium                 | 36,000        | Ernie Merrick     |
| Western Sydney Wanderers | Sydney     | Pirtek Stadium                  | 21,500        | Tony Popovic      |

## Temporada regular
- Actualizado al 16 de abril de 2017.

| Pos | Equipo                   | PJ | PG | PE | PP | GF | GC | Dif | Pts |
| --- | ------------------------ | -- | -- | -- | -- | -- | -- | --- | --- |
| 1.  | Sydney FC                | 27 | 20 | 6  | 1  | 55 | 12 | +43 | 66  |
| 2.  | Melbourne Victory        | 27 | 15 | 4  | 8  | 49 | 31 | +18 | 49  |
| 3.  | Brisbane Roar            | 27 | 11 | 9  | 7  | 43 | 37 | +6  | 42  |
| 4.  | Melbourne City           | 27 | 11 | 6  | 10 | 49 | 44 | +5  | 39  |
| 5.  | Perth Glory              | 27 | 10 | 9  | 8  | 53 | 53 | 0   | 39  |
| 6.  | Western Sydney Wanderers | 27 | 8  | 12 | 7  | 35 | 35 | 0   | 36  |
| 7.  | Wellington Phoenix a     | 27 | 8  | 6  | 13 | 41 | 46 | -5  | 30  |
| 8.  | Central Coast Mariners   | 27 | 6  | 5  | 16 | 31 | 52 | -21 | 23  |
| 9.  | Adelaide United          | 27 | 5  | 8  | 14 | 25 | 46 | -21 | 23  |
| 10. | Newcastle United Jets    | 27 | 5  | 7  | 15 | 28 | 53 | -25 | 22  |

* Leyenda: PJ: Partidos jugados; PG: Partidos ganados; PE: Partidos empatados; PP: Partidos perdidos; GF: Goles a favor; GC: Goles en contra; Dif: Diferencia de goles; Pts: Puntos.
     Clasificados a la Liga de Campeones de la AFC 2018.

     Clasificados a Primera ronda de la fase final.
Notas:

a Wellington Phoenix como equipo neozelandés, pertenece a la Confederación de Fútbol de Oceanía por lo que no puede participar en la Liga de Campeones de la AFC, torneo organizado por la Confederación Asiática de Fútbol.

## Fase final
|  | Primera ronda | Primera ronda            | Primera ronda     |                   |       | Semifinales | Semifinales | Semifinales |  |    | Gran Final | Gran Final | Gran Final |  |
|  |               |                          |                   |                   |       |             |             |             |  |    |            |            |            |  |
|  |               |                          |                   |                   |       |             |             |             |  |    |            |            |            |  |
|  |               |                          |                   |                   |       |             |             |             |  |    |            |            |            |  |
|  |               |                          |                   |                   |       |             |             |             |  |    |            |            |            |  |
|  |               |                          |                   |                   |       |             |             |             |  |    |            |            |            |  |
|  |               | 1º                       | Sydney FC         | 3                 |       |             |             |             |  |    |            |            |            |  |
|  |               |                          |                   | 3                 |       |             |             |             |  |    |            |            |            |  |
|  |               |                          | 5º                | Perth Glory       | 0     |             |             |             |  |    |            |            |            |  |
|  | 4º            | Melbourne City           | 5º                | Perth Glory       | 0     | 0           |             |             |  |    |            |            |            |  |
|  | 4º            | Melbourne City           |                   |                   |       |             |             |             |  |    |            |            |            |  |
|  | 5º            | Perth Glory              | 2                 |                   |       |             |             |             |  |    |            |            |            |  |
|  | 5º            | Perth Glory              | 2                 |                   |       |             |             |             |  | 1º | Sydney FC  | 1 (4)      |            |  |
|  |               |                          |                   |                   |       |             |             |             |  | 1º | Sydney FC  | 1 (4)      |            |  |
|  |               |                          | 2º                | Melbourne Victory | 1 (2) |             |             |             |  |    |            |            |            |  |
|  |               |                          | 2º                | Melbourne Victory | 1 (2) |             |             |             |  |    |            |            |            |  |
|  |               |                          |                   |                   |       |             |             |             |  |    |            |            |            |  |
|  |               |                          |                   |                   |       |             |             |             |  |    |            |            |            |  |
|  |               | 2º                       | Melbourne Victory | 1                 |       |             |             |             |  |    |            |            |            |  |
|  |               |                          |                   | 1                 |       |             |             |             |  |    |            |            |            |  |
|  |               |                          | 3º                | Brisbane Roar     | 0     |             |             |             |  |    |            |            |            |  |
|  | 3º            | Brisbane Roar            | 3º                | Brisbane Roar     | 0     | 1 (6)       |             |             |  |    |            |            |            |  |
|  | 3º            | Brisbane Roar            |                   |                   |       |             |             |             |  |    |            |            |            |  |
|  | 6º            | Western Sydney Wanderers | 1 (5)             |                   |       |             |             |             |  |    |            |            |            |  |
|  | 6º            | Western Sydney Wanderers | 1 (5)             |                   |       |             |             |             |  |    |            |            |            |  |
|  |               |                          |                   |                   |       |             |             |             |  |    |            |            |            |  |

### Primera ronda
| 21 de abril de 2017 | Brisbane Roar      | 1:1 (0:1) (6-5 pen.) | Western Sydney Wanderers   | Suncorp Stadium, Brisbane                                  |                                                            |
|                     | Jamie Maclaren 55' | Reporte              | Terry Antonis 45+2' (pen.) | Asistencia: 17.530 espectadores Árbitro(s): Jarred Gillett | Asistencia: 17.530 espectadores Árbitro(s): Jarred Gillett |

| 23 de abril de 2017 | Melbourne City | 0:2 (0:2) | Perth Glory                          | AAMI Park, Melbourne                                   |                                                        |
|                     |                | Reporte   | Diego Castro 16' · Joel Chianese 30' | Asistencia: 9.944 espectadores Árbitro(s): Chris Beath | Asistencia: 9.944 espectadores Árbitro(s): Chris Beath |

### Semifinales
| 29 de abril de 2017 | Sydney FC                                                    | 3:0 (3:0) | Perth Glory | Allianz Stadium, Sídney                                 |                                                         |
|                     | Joshua Brillante 21' · Jordy Buijs 37' · Filip Hološko 45+1' | Reporte   |             | Asistencia: 21.938 espectadores Árbitro(s): Peter Green | Asistencia: 21.938 espectadores Árbitro(s): Peter Green |

| 30 de abril de 2017 | Melbourne Victory  | 1:0 (1:0) | Brisbane Roar | AAMI Park, Melbourne                                             |                                                                  |
|                     | Besart Berisha 70' | Reporte   |               | Asistencia: 20.202 espectadores Árbitro(s): Kris Griffiths-Jones | Asistencia: 20.202 espectadores Árbitro(s): Kris Griffiths-Jones |

### Final
| 7 de mayo de 2017 | Sydney FC       | 1:1 (0:1) (4-2 pen.) | Melbourne Victory  | Allianz Stadium, Sídney                                    |                                                            |
|                   | Rhyan Grant 69' | Reporte              | Besart Berisha 20' | Asistencia: 41.546 espectadores Árbitro(s): Jarred Gillett | Asistencia: 41.546 espectadores Árbitro(s): Jarred Gillett |

| 20         | Guardameta     | Danny Vuković   |      |
| 23         | Defensa        | Rhyan Grant     |      |
| 4          | Defensa        | Alex Wilkinson  |      |
| 5          | Defensa        | Jordy Buijs     | 116' |
| 7          | Defensa        | Michael Zullo   |      |
| 6          | Centrocampista | Josh Brillante  |      |
| 13         | Centrocampista | Brandon O'Neill |      |
| 21         | Centrocampista | Filip Hološko   | 59'  |
| 10         | Delantero      | Miloš Ninković  |      |
| 14         | Delantero      | Alex Brosque    |      |
| 9          | Delantero      | Bobô            | 81'  |
| Entrenador | Entrenador     | Graham Arnold   |      |

| 20         | Guardameta     | Lawrence Thomas      |      |
| 2          | Defensa        | Jason Geria          |      |
| 15         | Defensa        | Alan Baró            |      |
| 17         | Defensa        | James Donachie       |      |
| 5          | Defensa        | Daniel Georgievski   |      |
| 6          | Centrocampista | Leigh Broxham        |      |
| 21         | Centrocampista | Carl Valeri          |      |
| 8          | Centrocampista | Marco Rojas          |      |
| 10         | Delantero      | James Troisi         |      |
| 14         | Delantero      | Fahid Ben Khalfallah | 101' |
| 8          | Delantero      | Besart Berisha       |      |
| Entrenador | Entrenador     | Kevin Muscat         |      |

| 23 | Centrocampista | David Carney    | 59'  |
| 7  | Delantero      | Matt Simon      | 81'  |
| 14 | Defensa        | Sebastian Ryall | 116' |

| 23 | Centrocampista | Jai Ingham | 101' |

| Anotado | 69' | Rhyan Grant |  |

| Anotado | 20' | Besart Berisha |  |

| Árbitro             | Jarred Gillett |
| Árbitros asistentes | David Walsh    |
| Árbitros asistentes | Matthew Cream  |
| Cuarto Árbitro      | Peter Green    |

| 20         | Guardameta     | Danny Vuković   |      |
| 23         | Defensa        | Rhyan Grant     |      |
| 4          | Defensa        | Alex Wilkinson  |      |
| 5          | Defensa        | Jordy Buijs     | 116' |
| 7          | Defensa        | Michael Zullo   |      |
| 6          | Centrocampista | Josh Brillante  |      |
| 13         | Centrocampista | Brandon O'Neill |      |
| 21         | Centrocampista | Filip Hološko   | 59'  |
| 10         | Delantero      | Miloš Ninković  |      |
| 14         | Delantero      | Alex Brosque    |      |
| 9          | Delantero      | Bobô            | 81'  |
| Entrenador | Entrenador     | Graham Arnold   |      |

| 20         | Guardameta     | Lawrence Thomas      |      |
| 2          | Defensa        | Jason Geria          |      |
| 15         | Defensa        | Alan Baró            |      |
| 17         | Defensa        | James Donachie       |      |
| 5          | Defensa        | Daniel Georgievski   |      |
| 6          | Centrocampista | Leigh Broxham        |      |
| 21         | Centrocampista | Carl Valeri          |      |
| 8          | Centrocampista | Marco Rojas          |      |
| 10         | Delantero      | James Troisi         |      |
| 14         | Delantero      | Fahid Ben Khalfallah | 101' |
| 8          | Delantero      | Besart Berisha       |      |
| Entrenador | Entrenador     | Kevin Muscat         |      |

| 23 | Centrocampista | David Carney    | 59'  |
| 7  | Delantero      | Matt Simon      | 81'  |
| 14 | Defensa        | Sebastian Ryall | 116' |

| 23 | Centrocampista | Jai Ingham | 101' |

| Anotado | 69' | Rhyan Grant |  |

| Anotado | 20' | Besart Berisha |  |

| Árbitro             | Jarred Gillett |
| Árbitros asistentes | David Walsh    |
| Árbitros asistentes | Matthew Cream  |
| Cuarto Árbitro      | Peter Green    |

| Bandera de Australia  |
| Campeón               |
| Sydney FC 3.er título |

## Máximos goleadores
Actualizado al 16 de abril de 2017.
| Pos. | Jugador          | Club                     | Goles |
| ---- | ---------------- | ------------------------ | ----- |
| 1    | Besart Berisha   | Melbourne Victory        | 20    |
| 1    | Jamie Maclaren   | Brisbane Roar            | 20    |
| 3    | Bruno Fornaroli  | Melbourne City           | 17    |
| 4    | Bobô             | Sydney FC                | 15    |
| 5    | Brendon Santalab | Western Sydney Wanderers | 14    |
| 6    | Diego Castro     | Perth Glory              | 12    |
| 6    | Andy Keogh       | Perth Glory              | 12    |
| 6    | Roy Krishna      | Wellington Phoenix       | 12    |
| 6    | Marco Rojas      | Melbourne Victory        | 12    |
| 6    | Adam Taggart     | Perth Glory              | 12    |